# جدول زمانی ویروس‌ها و کرم‌های رایانه‌ای

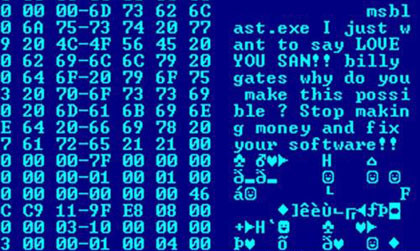
کمپرسی Hex از کرم Blaster ، نشان دادن پیامی که توسط برنامه نویس کرم برای بیل گیتس ، بنیانگذار مایکروسافت باقی مانده است

این جدول زمانی از ویروس‌ها و کرم‌های کامپیوتری، یک سلسله از مورد توجه‌ترین ویروس‌های کامپیوتری، کرم‌های کامپیوتری، اسب‌های تروجان، نرم‌افزارهای مخرب مشابه، تحقیقات و رویدادهای مرتبط به آن را نشان می‌دهد.

## قبل از ۱۹۷۰
- مقاله جان فون نویمان در مورد «نظریه اتوماتهای خودتولید مجدد» در سال ۱۹۶۶ منتشر شد. این مقاله براساس سخنرانی‌های فون نویمان در دانشگاه ایلینوی دربارهٔ «نظریه و سازمان اتوماتای پیچیده» در سال ۱۹۴۹ است

## ۱۹۷۱–۱۹۷۴

### ۱۹۷۰ (داستان)
- اولین داستانی که در مورد ویروس رایانه نوشته شده، مرد ترسیده توسط گریگوری بنفورد است.

### ۱۹۷۱
- سیستم Creeper، یک برنامه خودتکرار آزمایشی، توسط باب توماس در BBN Technologies برای آزمایش نظریه جان فون نویمان نوشته شده‌است. Creeper رایانه‌های DEC PDP-10 را که از سیستم عامل TENEX استفاده می‌کنند آلوده کرد. Creeper از طریق ARPANET دسترسی پیدا کرد و خود را در سیستم از راه دور کپی کرد که در آن پیام "من خزنده هستم، اگر می‌توانی مرا بگیر!" نمایش داده شد برنامه Reaper بعداً برای حذف Creeper ایجاد شد.

### ۱۹۷۲ (داستان)
- رمان علمی تخیلی، وقتی هارلی یکی بود، نوشته دیوید جرولد، شامل یکی از اولین نمایش‌های خیالی ویروس رایانه و همچنین یکی از اولین کاربردهای کلمه «ویروس» برای نشان دادن برنامه ای است که کامپیوتر را آلوده می‌کند.

### ۱۹۷۳ (داستان)
- در این داستان، در سال ۱۹۷۳ فیلم مایکل کرشتون Westworld با اشاره اولیه به مفهوم ویروس رایانه، یک موضوع اصلی است که باعث می‌شود اندرویدها به حالت amok درآیند. شخصیت آلن اوپنهایمر با بیان اینکه «... در اینجا الگوی روشنی وجود دارد که تشابه فرآیند بیماری عفونی را نشان می‌دهد، از یک ناحیه به ناحیه دیگر گسترش می‌یابد». در پاسخها گفته شده‌است: «شاید شباهتهای سطحی با بیماری وجود داشته باشد» و «باید اعتراف کنم که اعتقاد به بیماری در ماشین آلات دشوار است.» (کارهای قبلی کریچتون، رمان ۱۹۶۹ «سویه آندرومدا» و فیلم ۱۹۷۱ دربارهٔ بیماری شبیه ویروس بیولوژیکی فرازمینی بود که نژاد بشر را تهدید می‌کرد)

### ۱۹۷۴
- ویروس Rabbit (یا Wabbit)، بیشتر یک فورک بمب است تا یک ویروس، نوشته شده‌ . ویروس Rabbit نسخه‌های مختلفی از خود را در یک کامپیوتر تهیه می‌کند (و به دلیل سرعت انجام آن "Rabbit" نامگذاری شد) تا زمانی که سیستم را مسدود کرده و قبل از اینکه در نهایت به یک آستانه برسد و کامپیوتر را خراب کند، عملکرد سیستم را کاهش می‌دهد.

### ۱۹۷۵
- آوریل: ANIMAL توسط جان واکر برای UNIVAC 1108 نوشته شده‌است. ANIMAL چندین سؤال از کاربر را پرسید تا سعی کند نوع حیوانی را که کاربر فکر می‌کند حدس بزند، در حالی که برنامه نام برده شده به PERVADE نسخه ای از خودش و ANIMAL  را  در هر دایرکتوری که کاربر فعلی به آن دسترسی دارد کپی میکند . این ویروس وقتی که کاربران با مجوز های کشف شده در بازی تذاخل دارند خودش را در UNIVAC  های چند کابره پخش میکند. این برنامه برای جلوگیری از آسیب رساندن به پرونده‌های موجود یا ساختارهای دایرکتوری و جلوگیری از کپی کردن خود در صورت عدم وجود مجوزها یا آسیب رساندن، با دقت نوشته شد. با ارتقا سیستم عامل که وضعیت قالب جدول های پرونده ی استفاده شده در PERVADE را تغییر داد، شیوع آن متوقف شد. اگرچه غیر مخرب است، "Pervading Animal" اولین تروجان "در طبیعت" را نشان می‌دهد.
- رمان The Shockwave Rider نوشته جان برونر با اصطلاح کلمه "کرم" برای توصیف برنامه ای که خود را از طریق یک شبکه رایانه ای گسترش می‌دهد ، منتشر شد.

## ۱۹۸۱–۱۹۸۹

### ۱۹۸۱
- برنامه ای به نام Elk Cloner، نوشته شده برای سیستم‌های Apple II، توسط دانش آموز دبیرستانی، Richard Skrenta،  در اصل به عنوان یک شوخی ایجاد شد. Apple II به دلیل ذخیره‌سازی سیستم عامل خود بر روی فلاپی دیسک به ویژه آسیب‌پذیر بود. طراحیElk Cloner همراه با ناآگاهی عمومی دربارهٔ اینکه بدافزار چیست و چطور می‌توان از سیستم عامل در مقابل آن محافظت کرد، منجر به این شد که Elk Cloner مسئول اولین شیوع ویروس رایانه ای در مقیاس بزرگ در تاریخ باشد.

### ۱۹۸۳
- نوامبر: اصطلاح «ویروس» توسط فردریک بی کوهن در توصیف برنامه‌های رایانه ای خودتکثیر مجدداً ابداع شد. در سال ۱۹۸۴ کوهن از عبارت «ویروس رایانه» (که توسط استادش لئونارد آدلمان پیشنهاد شده‌است) برای توصیف عملکرد چنین برنامه‌هایی از نظر «آلودگی» استفاده می‌کند. وی «ویروس» را به عنوان «برنامه ای که می‌تواند سایر برنامه‌ها را با تغییر دادن آنها و شامل یک نسخه کاملاً تکامل یافته از خود» آلوده کند، تعریف می‌کند. کوهن برنامه ای شبیه ویروس را در سیستم VAX11 / 750 در دانشگاه Lehigh به نمایش می‌گذارد. این برنامه می‌تواند خود را در سایر اجزا سیستم نصب یا آلوده کند.

### ۱۹۸۴
- آگوست: کن تامپسون مقاله اصلی خود را با عنوان Reflections on Trusting Trust منتشر می‌کند، که در آن توضیح می‌دهد که چگونه یک کامپایلر C را اصلاح کرده‌است به طوری که وقتی برای تهیه نسخه خاصی از سیستم عامل Unix استفاده می‌شود، یک درب پشتی به فرمان ورود وارد می‌کند، و  زمانی که برای کامپایل یک نسخه جدید از خود استفاده می کند، کد درج درب ورودی را وارد می‌کند، حتی اگر هیچکدام از کد درج درب پشتی و   کد اضافه شده درج درب پشتی در سورس کد این نسخه جدید وجود داشته باشد.

### ۱۹۸۶
- ژانویه: ویروس Brain boot sektor منتشر شد. مغز، اولین ویروس سازگار با IBM PC و، مسئول اولین  ویروس اپیدمی سازگار با IBM PC در نظر گرفته شده. این ویروس همچنین به عنوان  لاهور، پاکستانی،مغز پاکستانی و مریضی پاکستانی شناخته می‌شود زیرا در لاهور پاکستان توسط باسیت فاروق الوی، برنامه‌نویس ۱۹ ساله پاکستانی و برادرش امجد فاروق الوی ایجاد شد.
- دسامبر: رالف برگر مدل Virdem برنامه‌ها را در جلسه کلوپ کامپیوتر زیرزمینی Chaos Computer در آلمان ارائه داد. مدل Virdem اولین برنامه‌هایی را نشان می‌داد که می‌توانستند خود را از طریق افزودن کد خود به پرونده‌های اجرایی DOS با فرمت COM تکثیر کنند.

### ۱۹۸۷
- ظهور ویروس  Vienna ، که متعاقباً خنثی شد - اولین بار این اتفاق در سیستم عامل IBM افتاد.
- ظهور ویروس Lehigh (کشف شده در دانشگاه همنام آن)، ویروس‌های boot sector مانند Yale از ایالات متحده، Stoned از نیوزیلند، Ping Pong از ایتالیا و ظهور اولین ویروس فایل رمزگذاری خودکار، Cascade.
- پیش از آنکه Lehigh به « wild » (به کامپیوترهای فراتر از دانشگاه) سرایت کند، در دانشگاه متوقف شد و در نتیجه هرگز در جای دیگری یافت نشد. آلودگی بعدی Cascade در دفاتر IBM بلژیک منجر به پاسخ IBM با تولید محصول ضد ویروس خود شد. قبل از این، راه حل‌های آنتی ویروس تولید شده در IBM فقط برای استفاده کارکنان در نظر گرفته شده بود.
- اکتبر: ویروس اورشلیم، بخشی از خانواده (در آن زمان ناشناخته) Suriv، در شهر اورشلیم شناسایی شد. ویروس تمام پرونده‌های قابل اجرا بر روی ماشین‌های آلوده را با هر بار وقوع جمعه سیزدهم از بین می‌برد (به جز جمعه ۱۳ نوامبر ۱۹۸۷ که اولین تاریخ شروعش را به تاریخ ۱۳ مه ۱۹۸۸ تبدیل میکند). اورشلیم در سال ۱۹۸۸ همه‌گیری جهانی را ایجاد کرد.
- نوامبر: ویروس SCA، یک boot sector  برای رایانه‌های Amiga، ظهور میکند. بلافاصله یک طوفان ویروس نویس همه گیر ایجاد می‌کند. اندکی بعد، SCA ویروس  قابل ملاحظه ویرانگرتری، به اسم Byte Bandit را منتشر کرد.
- دسامبر: Christmas Tree EXEC اولین برنامه شبکه ای تکثیر شونده است که به‌طور گسترده مختل کننده است، که در دسامبر ۱۹۸۷ چندین شبکه بین‌المللی رایانه ای را فلج کرد. این برنامه در Rexx روی سیستم عامل VM / CMS نوشته شده و در زمان آلمان غربی شکل گرفته و در سال ۱۹۹۰ دوباره ظهور کرد.

### ۱۹۸۸
- مارس: ویروس پینگ پنگ (همچنین Boot , Bouncing Ball , Bouncing Dot , Italian , Italian-A یا VeraCruz)، ویروس boot sector  بخش MS-DOS، در دانشگاه تورین در ایتالیا کشف شد.
- ژوئن: ویروس‌های CyberAIDS و Festering Hate Apple ProDOS از سیستم‌های زیرزمینی دزد دریایی BBS پخش می‌شوند و آلوده سازی شبکه‌های اصلی را آغاز می‌کنند. Festering Hate آخرین تکرار از سری CyberAIDS بود که تا سال ۱۹۸۵ و ۱۹۸۶ گسترش یافت. برخلاف تعداد کمی ویروس اپل که قبلاً آزاردهنده بودند، اما آسیب رسان نبودند، سری ویروس‌های Festering Hate بسیار مخرب بود و در تمام پرونده های سیستم گسترش یافت که می‌تواند در رایانه میزبان (هارد دیسک، فلاپی و حافظه سیستم) را پیدا کند و سپس وقتی دیگر نتوانست هیچ فایل آلوده‌ای پیدا نکند، همه چیز را از بین می‌برد.
- نوامبر: کرم موریس، ایجاد شده توسط رابرت تاپان موریس، دستگاه‌های DEC VAX و Sun را که BSD UNIX را که به اینترنت متصل هستند اجرا میکنند آلوده می‌کند و اولین کرم که به مقدار زیاد «در طبیعت» پخش می شود و یکی از اولین کرم‌هایی است که برنامه های به خوبی شناخته شده را با بهره‌گیری از آسیب‌پذیری‌های سرریز بافر استفاده میکند.
- دسامبر: Father Christmas worm  به دستگاه‌های DEC VAX که دارای VAX / VMS هستند و به اینترنت DECnet متصل هستند (یک شبکه تحقیقاتی علمی بین‌المللی با استفاده از پروتکل‌های DECnet) حمله می‌کند، ناسا و سایر مراکز تحقیقاتی را تحت تأثیر قرار می‌دهد. هدف آن ارائه تبریک کریسمس به همه کاربران آسیب دیده بود.

### ۱۹۸۹
- اکتبر: Ghostball، اولین ویروس چند بخشی، توسط Friðrik Skúlason کشف شد. هم پرونده‌های اجرایی .COM و هم boot sector ها را در سیستم‌های MS-DOS آلوده می‌کند.
- دسامبر: چندین هزار فلاپی دیسک حاوی AIDS Trojan، اولین باج افزار شناخته شده، به مشترکان مجله PC Business World و لیست پستی کنفرانس WHO AIDS پست می‌شود. این DOS Trojan به مدت ۹۰ دوره بوت در سیستم می خوابد، سپس تمام نام پرونده‌ها را در سیستم رمزگذاری می‌کند و با ارسال اطلاعیه ای درخواست میکند ۱۸۹ دلار به صندوق پستی در پاناما ارسال شود تا یک برنامه رمزگشایی دریافت کند.

## ۱۹۹۰–۱۹۹۹

### ۱۹۹۰
- مارک واشبرن، در حال کار بر روی تجزیه و تحلیل ویروس‌های وین و آبشار با Ralf Burger، اولین خانواده ویروس‌های چند شکلی، خانواده آفتاب‌پرست‌ها را توسعه می‌دهد. سری های آفتاب‌پرست با انتشار ویروس ۱۲۶۰ شروع به کار کردند.
- ژوئن: ویروس رایانه ای فرم در سوئیس در قرنطینه نگه داشته شده ‌است. تقریباً ۲۰ سال در طبیعت باقی می‌ماند و پس از آن دوباره ظاهر می‌شود. در طی دهه ۱۹۹۰ میلادی این ویروس با ۲۰ تا بیش از ۵۰ درصد از آلودگی های گزارش شده رایج‌ترین ویروس در طبیعت بود.

### ۱۹۹۲
- مارس: بر اساس حمله ی رسانه‌های جمعی پیرامون ویروس ، انتظار می‌رفت ویروس میکل آنژ در تاریخ ۶ مارس آخرالزمان دیجیتالی ایجاد کند و اطلاعات میلیون‌ها کامپیوتر را پاک کند. ارزیابی‌های بعدی در مورد خسارت، کمترین نتیجه را نشان داد. به نقل از رسانه‌ها جان مک آفی گفته‌است که ۵ میلیون کامپیوتر تحت تأثیر قرار می‌گیرند. وی بعداً گفت که توسط مصاحبه‌کننده برای آوردن یک عدد تحت فشار قرار گرفته است، وی دامنه ای از ۵ هزار تا ۵ میلیون را تخمین زده بود، اما رسانه‌ها طبیعتا فقط با تعداد بالاتر پیش رفتند.

### ۱۹۹۳
- "Leandro" یا "Leandro & Kelly" و "Fredy Krueger" به دلیل محبوبیت بی‌بی‌اس و نرم‌افزار مشروط به سرعت گسترش یافت.

### ۱۹۹۴
- آوریل: OneHalf یک ویروس رایانه ای چند شکلی مبتنی بر DOS است.
- سپتامبر: ابتدا ReBoot ، حاوی ویروس رایانه ای جالب و حساسی به نام Megabyte پخش می‌شود.

### ۱۹۹۵
اولین ویروس ماکرو با نام "Concept" ایجاد می‌شود.این ویروس به اسناد Microsoft Word حمله کرد.

### ۱۹۹۶
- "Ply" - ویروس چندشکل پیچیده مبتنی بر DOS 16 بیتی با یک موتور جایگشت داخلی ساخته شده‌است.
- بوزا، اولین ویروسی است که مخصوص فایل‌های ویندوز ۹۵ طراحی شده‌است.
- Laroux، اولین ویروس ماکرو اکسل ظاهر می‌شود.
- Staog، اولین ویروس لینوکس به ماشین‌های لینوکس حمله می‌کند

### ۱۹۹۸
- ۲ ژوئن: اولین نسخه ویروس CIH ظاهر می‌شود. این اولین ویروس شناخته شده‌ای است که می‌تواند محتوای Flash ROM BIOS را پاک کند.

### ۱۹۹۹
- ۲۰ ژانویه: کرم Happy99 برای اولین بار ظاهر شد. این به‌طور نامحسوس خود را به ایمیل متصل می‌کند، آتش بازی را برای پنهان کردن تغییرات ایجاد شده نمایش می‌دهد و برای کاربر سال نو را آرزو می‌کند. این پرونده‌های سیستم مربوط به Outlook Express و Internet Explorer (IE) را در ویندوز ۹۵ و ویندوز ۹۸ اصلاح می‌کند.
- ۲۶ مارس: کرم ملیسا با هدف قرار دادن سیستم‌های مبتنی بر Microsoft Word و Outlook و ایجاد ترافیک قابل توجه در شبکه منتشر شد.
- ۶ ژوئن: اولین بار کرم ExploreZip، که اسناد Microsoft Office را از بین می‌برد، شناسایی شد.
- سپتامبر: ویروس CTX جدا شده‌است
- ۳۰ دسامبر: کرم Kak یک کرم رایانه ای JavaScript است که با سواستفاده از یک اشکال در Outlook Express خود را گسترش داد.

## ۲۰۰۰–۲۰۰۹

### ۲۰۰۰
- ۵ مه: کرم ILOVEYOU (همچنین به عنوان کرم Love Letter , VBS یا Love Bug شناخته می‌شود)، کرم رایانه ای است که با VBScript نوشته شده و با استفاده از تکنیک‌های مهندسی اجتماعی، ظرف چند ساعت انتشار، میلیون‌ها کامپیوتر ویندوزی در سراسر جهان را آلوده می‌کند.
- ۲۸ ژوئن: اعتقاد بر این است که ویروس Pikachu اولین ویروس رایانه ای است که به کودکان ارسال شده. این ویروس شامل شخصیت "Pikachu" از سری Pokémon است. سیستم عامل‌های تحت تأثیر این کرم ویندوز ۹۵، ویندوز ۹۸ و ویندوز ME هستند.

### ۲۰۰۱
- ۱۱ فوریه: ویروس Anna Kournikova با ارسال ایمیل به مخاطبین موجود در  Microsoft Outlook به سختی به سرورهای ایمیل برخورد می‌کند. Jan de Wit، سازنده آن، به ۱۵۰ ساعت خدمات اجتماعی محکوم شد. ۸ مه: کرم Sadmind با بهره‌برداری از حفره‌های Sun Solaris و Microsoft IIS گسترش می‌یابد.  جولای: کرم Sircam منتشر شد در میان سیستم‌های مایکروسافت از طریق ایمیل و اشتراک‌های شبکه محافظت نشده گسترش می‌یابد.  ۱۳ ژوئیه: کرم  کد رد که به Index Server ISAPI Extension در خدمات اطلاعات اینترنتی مایکروسافت حمله می‌کرد ، منتشر شد.  ۴ آگوست: نوشتن مجدد کامل کرم کد رد , کد رد ٢ شروع به گسترش تهاجمی بر روی سیستم‌های مایکروسافت، در درجه اول در چین می‌کند.  ۱۸ سپتامبر: کرم Nimda از طریق انواع مختلفی از جمله آسیب‌پذیری در مایکروسافت ویندوز و درهای پشتی که توسط کرم Code Red II و Sadmind رها شده‌است، کشف و گسترش می‌یابد.  ۲۶ اکتبر: اولین بار کرم کلز شناسایی شد. این یک آسیب‌پذیری در Microsoft Internet Explorer و Microsoft Outlook و Outlook Express را مورد سوءاستفاده قرار می‌دهد.

### ۲۰۰۲
- ۱۱ فوریه: ویروس Simile یک ویروس رایانه ای کد دگرریخت(متامورفیک) است که به اسمبلی نوشته شده‌است. Beast یک اسب Trojan پنهان مبتنی بر ویندوز است که بیشتر با نام (RAT (Remote administration toolشناخته می‌شود. تقریباً می‌تواند تمام نسخه‌های ویندوز را آلوده کند. در دلفی نوشته شده و اولین بار توسط نویسنده آن Tataye در سال ۲۰۰۲ منتشر شد، جدیدترین نسخه آن در ۳ اکتبر ۲۰۰۴ منتشر شد.  ۷ مارس: Mylife یک کرم رایانه ای است که با ارسال ایمیل های مخرب به تمام مخاطبین Microsoft Outlook خود را گسترش می دهد. [25]  ۱۶ سپتامبر: ویروس رایانه ای ساختگی و با ادراک دیگری در انیمیشن ظاهر می شود - Swayzak از Toonami's Total Immersion Event Trapped in Hyperspace و بازی مربوط به آن در وب سایت Cartoon Network.

### ۲۰۰۳
- 24 ژانویه: کرم SQL Slammer ، کرم یاقوت کبود ، هلکرن و نام های دیگر ، به آسیب پذیری های مایکروسافت SQL Server حمله می کند و MSDE سریعترین کرم در حال پخش در همه زمان ها می شود (اندازه گیری شده توسط زمان دو برابر شدن در اوج رشد) ، [۱] باعث اختلال گسترده دسترسی به اینترنت در سراسر جهان فقط پانزده دقیقه پس از آلوده کردن اولین قربانی خود. [۲]
- آوریل 2: Graybird یک اسب تروا است که به آن Backdoor.Graybird نیز می گویند. [۳]
- 13 ژوئن: ProRat یک اسب تروجان پنهان مایکروسافت ویندوز، ساخت ترکیه است که بیشتر با نام (RAT (Remote administration tool شناخته می شود. [۴]
- 12 آگوست: کرم Blaster ، معروف به کرم Lovesan ، با بهره گیری از یک آسیب پذیری در سرویس های سیستم موجود در رایانه های ویندوز ، به سرعت گسترش می یابد.
- 18 آگوست: کرم Welchia (Nachi) کشف شد. کرم سعی در حذف کرم Blaster و  تعمیر کردن ویندوز دارد.
- 19 آگوست: کرم سوبیگ (از نظر فنی کرم سوبیگ.اف) به سرعت در میان سیستم های مایکروسافت از طریق نامه(میل) و اشتراک های شبکه پخش می شود.
- 18 سپتامبر: Swen کرم رایانه ای است که با زبان C ++ نوشته شده است. [۵]
- 24 اکتبر: کرم Sober برای اولین بار در سیستم های مایکروسافت دیده می شود و حضور خود را تا سال 2005 با نسخه های مختلف جدید حفظ می کند. حملات همزمان کرم های Blaster و سوبیگ به نقاط ضعف شبکه،باعث آسیب زیادی می شود.
- 10 نوامبر: Agobot یک کرم رایانه ای است که می تواند با بهره برداری از نقاط ضعف موجود در مایکروسافت ویندوز ، خود را گسترش دهد. برخی از نقاط آسیب پذیر MS03-026 و MS05-039 هستند. [۶]
- 20 نوامبر:  Bolgimo کرم رایانه ای است که با استفاده از آسیب پذیری سرریز بافر در رابط Microsoft Windows DCOM RPC خود را گسترش می دهد. [۷]

### ۲۰۰۴
- 18 ژانویه: Bagle کرم پستی گسترده ای است که بر تمام نسخه های Microsoft Windows تأثیر می گذارد. 2 نوع از کرم Bagle وجود دارد ، Bagle . الف و باگل ب . باگل B در 17 فوریه 2004 کشف شد.
- 26 ژانویه: کرم MyDoom ظهور کرد و در حال حاضر رکورد سریعترین انتشار کرم فرستنده انبوه را دارد. این کرم برای انجام حمله توزیع شده انکار سرویس (DDoS) به سایت www.sco.com ، که متعلق به گروه SCO بود ، بسیار مشهور بود .
- 16 فوریه: کرم نتسکی کشف شد. این کرم از طریق ایمیل و کپی کردن خود در پوشه های موجود در هارد دیسک محلی و همچنین در صورت در دسترس بودن درایوهای شبکه نگاشت شده ، گسترش می یابد.  نسخه های بسیاری از  کرم Netsky ظاهر شد.
- 19 مارس: کرم Witty از بسیاری جهات یک کرم رکوردشکن است. این سیستم از سوراخ های موجود در چندین محصول سیستم امنیت اینترنت (ISS) بهره برداری می کذد. این سریعترین مسئله رایانه ای بود که به عنوان کرم دسته بندی می شد و اولین کرم اینترنتی بود که محموله مخربی را حمل می کرد[نیازمند منبع] این به سرعت با استفاده از یک لیست از پیش پر شده از میزبانهای زمین صفر گسترش یافت.
- 1 مه: کرم Sasser با سو  استفاده از یک آسیب پذیری در سرویس Microsoft Windows LSASS و ایجاد مشکل در شبکه ها ظاهر شد ، در حالی که نسخه های MyDoom و Bagle را حذف می کند ، حتی باعث قطع تجارت می شود.
- 15 ژوئن: Caribe یا Cabir کرم رایانه ای است که برای آلوده کردن تلفن های همراهی که از سیستم عامل سیمبین استفاده می کنند ، طراحی شده است. این اولین کرم رایانه ای است که می تواند تلفن های همراه را آلوده کند. خود را از طریق بلوتوث گسترش می دهد. اطلاعات بیشتر را می توان در F-Secure  و Symantec یافت .
- 16 آگوست: Nuclear RAT (مخفف Nuclear Remote Administration Tool) یک تروجان پنهان است که سیستم های خانواده NT ویندوز ( Windows 2000 ، Windows XP ، Windows 2003 ) را آلوده می کند.
- 20 آگوست: Vundo یا Vundo Trojan (همچنین به عنوان Virtumonde یا Virtumondo شناخته می شود و گاهی اوقات به عنوان MS Juan نیز شناخته می شود) یک تروجان شناخته شده است که باعث ایجاد پنجره های بازشو و تبلیغات برای برنامه های ضد جاسوسی ظالمانه ، و به طور پراکنده رفتارهای نادرست دیگری از جمله تخریب عملکرد و انکار سرویس با برخی از وب سایت ها از جمله گوگل و فیس بوک می شود.
- 12 اکتبر: Bifrost ، همچنین به عنوان Bifrose شناخته می شود ، یک تروجان پنهان است که می تواند ویندوز 95 را از طریق ویستا آلوده کند. Bifrost از سرور معمولی ، سازنده سرور و پیکربندی برنامه پنهان پشتیبان مشتری برای اجازه حمله از راه دور استفاده می کند.
- دسامبر: سانتی ، اولین "کرم وب" شناخته شده راه اندازی شد. از آسیب پذیری در phpBB  سو استفاده  و از Google برای یافتن اهداف جدید استفاده کرد. قبل از فیلتر کردن گوگل در جستجوی مورد استفاده توسط کرم و جلوگیری از پخش آن ،حدود 40000 سایت را آلوده کرد

### ۲۰۰۵
- آگوست 2005: زوتوب
- اکتبر 2005: روت کیت محافظت از کپی به طور عمدی و پنهانی در CD های موسیقی فروخته شده توسط Sony BMG در معرض دید قرار گرفت. rootkit آسیب پذیری هایی را در رایانه های آسیب دیده ایجاد می کند و آنها را در معرض آلودگی کرم ها و ویروس ها قرار می دهد.
- اواخر 2005: Zlob Trojan ، یک برنامه اسب تروا است که به عنوان یک کدک ویدیویی مورد نیاز در قالب مولفه Microsoft Windows ActiveX نقاب می زند. اولین بار در اواخر سال 2005 شناسایی شد.

### ۲۰۰۶
- 20 ژانویه: کرم Nyxem کشف شد. با ارسال نامه های انبوه گسترش می یابد. محموله بارگیری آن ، که از سوم هر ماه فعال می شود ،از 3 فوریه آغاز می شود، تلاش می کند تا نرم افزار مربوط به امنیت و اشتراک فایل را از کار بیندازد و انواع خاصی مانند پرونده های Microsoft Office را نابود کند.
- 16 فوریه: کشف اولین بدافزار برای Mac OS X ، یک اسب تروجان کم خطر معروف به OSX / Leap -A یا OSX / Oompa-A ، اعلام شد.
- اواخر مارس:   Brontok نسخه Nدر اواخر ماه مارس پیدا شد.  Brontok یک کرم ایمیل گسترده بود و منشا این کرم از اندونزی بود.
- ژوئن: استارباکس ویروسی است که StarOffice و OpenOffice را آلوده می کند.
- اواخر ماه سپتامبر: Stration یا کرم Warezov برای اولین بار کشف شد.  فرض بر این است که توسعه استاکس نت از سال 2005 تا 2006 آغاز شده باشد.

### ۲۰۰۷
- 17 ژانویه: طوفان کرم به عنوان یک تهدید که اسپم کننده ایمیل است و سریع پخش میشود برای سیستم های مایکروسافت شناخته شد. شروع به جمع آوری رایانه های آلوده در  Storm botnet می کند . تقریباً در تاریخ 30 ژوئن ، 1.7 میلیون کامپیوتر آلوده شده بود و تا ماه سپتامبر بین 1 تا 10 میلیون رایانه به خطر افتاده بود. [۸] تصور می شود که از روسیه نشات گرفته باشد و خود را به عنوان یک ایمیل خبری مبدل می کند که شامل فیلمی در مورد اخبار جعلی است و از شما می خواهد پیوست را که ادعا می شود یک فیلم است بارگیری کنید.
- جولای: زئوس یک تروجان است که Microsoft Windows را هدف قرار می دهد تا با ورود به سیستم با استفاده از کلید ، اطلاعات بانکی را بدزدد.

### ۲۰۰۸
- 17 فوریه: Mocmex یک تروجان است که در فوریه 2008 در یک قاب عکس دیجیتال پیدا شد. این اولین ویروس جدی رایانه در قاب عکس دیجیتال بود. این ویروس در گروهی در چین پیدا شد. [۱۰]
- 3 مارس: Torpig ، همچنین به Sinowal و Mebroot شناخته می شود ، یک اسب تروا است که بر روی ویندوز تأثیر می گذارد و برنامه های ضد ویروس را خاموش می کند. این اجازه می دهد تا دیگران به رایانه دسترسی داشته باشند ، داده ها را اصلاح کرده ، اطلاعات محرمانه (مانند رمزهای عبور کاربر و سایر اطلاعات حساس) را بدزدند و بدافزارهای بیشتری را در رایانه قربانی نصب کنند. [۱۱]
- 6 مه: Rustock. C ، یک بدافزار نوع spambot که تاکنون شایعه شده و دارای قابلیت های پیشرفته rootkit است ، اعلام شد که در سیستم های مایکروسافت شناسایی و مورد تجزیه و تحلیل قرار گرفته است ، حداقل از اکتبر 2007 در طبیعت بوده و قابل شناسایی نیست. [۱۲]
- 6 ژوئیه: Bohmini.A  یک ابزار دسترسی از راه دور قابل تنظیم یا تروجان است که از نقص امنیتی Adobe Flash 9.0.115 با Internet Explorer 7.0 و Firefox 2.0 تحت Windows XP SP2 سوء  استفاده استفاده می کند. [13]
- 31 ژوئیه: کرم رایانه ای Koobface کاربران فیس بوک و مای اسپیس را هدف قرار می دهد. انواع جدید دائما ظاهر می شوند. [۱۴]
- 21 نوامبر: کرم رایانه Conficker از 9 تا 15 میلیون سیستم سرور مایکروسافت را که از ویندوز 2000 تا ویندوز 7 بتا اجرا می کنند ، آلوده می کند. نیروی دریایی فرانسه ، [۱۵] وزارت دفاع انگلستان (شامل کشتی های جنگی و زیردریایی های نیروی دریایی سلطنتی) ، [۱۶] شبکه بیمارستان شفیلد ، [۱۷] بوندسوهر آلمان [۱۸] و پلیس نروژ تحت تأثیر قرار گرفتند. مایکروسافت برای اطلاعاتی که منجر به دستگیری نویسنده (های) کرم شود مبلغ 250،000 دلار آمریکا تعیین می کند . [۱۹] پنج نوع اصلی از کرم Conficker شناخته شده است و آنها  A ، B ،C,D و E. لقب گرفته اند. آنها به ترتیب 21 نوامبر 2008 ، 29 دسامبر 2008 ، 20 فوریه 2009 ، 4 مارس 2009 و 7 آوریل 2009 کشف شدند. در تاریخ 16 دسامبر 2008 ، مایکروسافت [KB958644 [۲۰را پخش می کند که وصله آسیب پذیری سرویس سرور را مسئول انتشار Conficker می کند .

### ۲۰۰۹
- 4 جولای: حملات سایبری ژوئیه 2009 رخ می دهد و W32.Dozer به ایالات متحده و کره جنوبی حمله می کند .
- 15 ژوئیه: سیمانتک Daprosy Worm را کشف کرد ، یک کرم تروجان برای سرقت رمزهای بازی آنلاین در کافه های اینترنتی در نظر گرفته شده است. این می تواند همه کلیدها را رهگیری کرده و آنها را برای نویسنده خود بفرستد ، و باعث ایجاد یک کرم بسیار خطرناک برای آلوده کردن سیستم های B2B (تجارت به تجارت) می شود.
- 24 آگوست: کد منبع MegaPanzer توسط نویسنده آن تحت GPLv3 منتشر شد. [۲۱] و به نظر می رسد ظاهراً در طبیعت شناسایی شده است. [۲۲]
- 27 نوامبر: ویروس Kenzero ویروسی است که به صورت آنلاین از شبکه های نظیر به نظیر (P2P) پخش می شود و تاریخچه مرور را می گیرد.

## ۲۰۱۰ – تاکنون

### ۲۰۱۰
- ژانویه: بات نت Waledac ایمیل اسپم ارسال کرد. در فوریه ۲۰۱۰، یک گروه بین المللی از محققان امنیتی و مایکروسافت Waledac را سرنگون کردند.
- ژانویه: کرم Psyb0t کشف شد. تصور می شود از این نظر بی نظیر است که می تواند روترها و مودم های پرسرعت را آلوده کند.
- ۱۸فوریه: مایکروسافت اعلام کرد که یک مشکل BSoD (صفحه آبی مرگ) در برخی از کامپیوترهای ویندوز که توسط دسته ای از به روزرسانی های Patch Tuesday ایجاد شده توسط Alureon Trojan ایجاد شده است.
- ۱۷ژوئن: Stuxnet ، یک ویندوز تروجان ، شناسایی شد. این اولین کرم است که به سیستم های SCADA حمله می کند. پیشنهادهایی وجود دارد که برای هدف قرار دادن تأسیسات هسته ای ایران طراحی شده است. از یک گواهی معتبر از Realtek استفاده می کند .
- ۹سپتامبر: این ویروس که " Here you Have " یا "VBMania" نامیده می شود ، یک اسب تروجان ساده است که در صندوق ورودی ایمیل با عنوان "Here you Have" است و در ادامه نوشته است: "این سندی است که به شما گفته بودم ، می توانید آن را در اینجا پیدا کنید" یا "این یک فیلم سکسی است، میتوانید رایگان دانلود کنید".

### ۲۰۱۱
- کد SpyEye و Zeus ادغام شده است.  انواع ویروس های جدید به اطلاعات بانکی تلفن همراه حمله می کنند.
- Anti-Spyware 2011 ، یک اسب تروا است که به ویندوز 9x ، 2000 ، XP ، Vista و Windows 7 حمله می کند و خود را به عنوان یک برنامه ضد جاسوس افزار معرفی می کند. این ویروس، فرآیندهای مربوط به امنیت برنامه های ضد ویروس را غیرفعال می کند ، در حالی که دسترسی به اینترنت را نیز مسدود می کند ، این امر از بروزرسانی جلوگیری می کند.
- تابستان 2011: کرم Morto تلاش می کند تا خود را از طریق پروتکل دسک تاپ از راه دور Microsoft Windows (RDP) به کامپیوترهای اضافی گسترش دهد. Morto با مجبور کردن سیستم های آلوده به جستجو برای سرورهای ویندوز اجازه ورود به سیستم RDP را گسترش می دهد. هنگامی که Morto یک سیستم قابل دسترسی به RDP پیدا کرد ، سعی دارد با استفاده از چندین گذرواژه مشترک به یک دامنه یا حساب محلی سیستم با نام "Administrator" وارد شود.  مروری دقیق بر روی نحوه کارکرد کرم - همراه با فرهنگ لغت رمز عبور که Morto از آن استفاده می کند - توسط Imperva انجام شد.
- 13 جولای: روت کیت ZeroAccess (همچنین به عنوان Sirefef یا max ++ نیز شناخته می شود) کشف شد.
- 1 سپتامبر: Duqu یک کرم است که تصور می شود مربوط به کرم استاکس نت است . آزمایشگاه رمزنگاری و امنیت سیستم ( CrySyS Lab )  دانشگاه فناوری و اقتصاد بوداپست در مجارستان این تهدید را کشف کرد ، بدافزار را تجزیه و تحلیل کرد و گزارشی در 60 صفحه نوشت و تهدید Duqu را نام گذاری کرد. Duqu نام خود را از پیشوند "~ DQ" می گیرد که به نام پرونده هایی که ایجاد می کند می دهد.

### ۲۰۱۲
- مه: Flame - همچنین به عنوان Flamer ، sKyWIper و Skywiper شناخته می شود - یک بدافزار رایانه ای مدولار که به کامپیوترهای دارای Microsoft Windows حمله می کند. برای جاسوسی سایبری هدفمند در کشورهای خاورمیانه استفاده می شود. کشف آن در تاریخ 28 مه 2012 توسط مرکز MAHER تیم ملی واکنش اضطراری رایانه ایران (CERT) ، آزمایشگاه کسپرسکی و آزمایشگاه CrySyS از دانشگاه فناوری و اقتصاد بوداپست اعلام شد. CrySyS در گزارش خود اظهار داشت که "sKyWIper مطمئناً پیچیده ترین بدافزار است که در طول تمرین با آن روبرو شده ایم ؛ مسلماً پیچیده ترین بدافزار موجود است".
- 16 آگوست: شمون یک ویروس رایانه ای است که برای هدف قرار دادن کامپیوترهایی که از مایکروسافت ویندوز در بخش انرژی استفاده می کنند ، طراحی شده است. سیمانتک ، آزمایشگاه کسپرسکی و سکولرت کشف آن را در 16 آگوست 2012 اعلام کردند.
- 20 سپتامبر: NGRBot کرمي است که از شبکه IRC براي انتقال فايل ، ارسال و دريافت دستورات بين دستگاه هاي شبکه زامبي و سرور IRC مهاجم ، و نظارت و کنترل اتصال شبکه و رهگيري استفاده مي کند. این یک روش rootkit در حالت کاربر برای پنهان کردن و سرقت اطلاعات قربانی خود است. این خانواده از ربات همچنین برای آلوده کردن صفحات HTML با فریم های درون خطی ( iframes ) ، ایجاد تغییر مسیر ، جلوگیری از به روزرسانی قربانیان از محصولات امنیتی / ضد نرم افزار و از بین بردن این سرویس ها است. ربات برای اتصال از طریق یک کانال IRC از پیش تعریف شده و ارتباط با یک بات نت از راه دور طراحی شده است.

### ۲۰۱۳
- سپتامبر: اسب تروآ CryptoLocker کشف شد. CryptoLocker فایل های موجود در هارد دیسک کاربر را رمزگذاری می کند ، سپس از آنها می خواهد تا برای دریافت کلید رمزگشایی به توسعه دهنده باج بدهند. در ماه های بعدی ، چندین تروجان باج افزار کپی نیز کشف شد.
- دسامبر: Gameover ZeuS Trojan کشف شد. این نوع ویروس جزئیات ورود شخص را در وب سایت های معروف که شامل معاملات پولی است سرقت می کند. این کار با شناسایی یک صفحه ورود به سیستم کار می کند ، سپس با وارد کردن کلید ورود به سیستم جزئیات کاربر رایانه ، کد مخرب را به صفحه تزریق می کند.
- دسامبر: Linux.Darlloz  اینترنت را هدف قرار می دهد و با بهره گیری از یک آسیب پذیری PHP ، روترها ، دوربین های امنیتی ، گیرنده دیجیتال تلویزیون را آلوده می کند.

### ۲۰۱۴
- نوامبر: اسب تروای Regin کشف شد. Regin یک Dropper است که در درجه اول از طریق صفحات وب جعلی پخش می شود. پس از نصب ، بدافزارهای اضافی را بی سر و صدا بارگیری می کند ، و شناسایی برنامه های ضد ویروس مبتنی بر امضا را دشوار می کند. اعتقاد بر این است که توسط ایالات متحده و انگلستان به عنوان ابزاری برای جاسوسی و نظارت گسترده ایجاد شده است.[نیازمند منبع]

### ۲۰۱۵
- بدافزار BASHLITE فاش شده و منجر به افزایش گسترده حملات DDoS می شود.

- Linux.Wifatch  برای عموم مردم آشکار می شود. مشخص شده است که تلاش برای ایمن سازی دستگاهها از بدافزار مخرب دیگر است.

### ۲۰۱۶
- ژانویه: یک تروجان به نام " MEMZ " ایجاد شد. خالق ، لوراک ، توضیح داد که تروجان صرفاً به عنوان یک شوخی در نظر گرفته شده است. Trojan به کاربر Trojan بودن را هشدار می دهد و به او هشدار می دهد که در صورت ادامه کار ، کامپیوتر دیگر قابل استفاده نیست. این شامل محموله های پیچیده ای است که باعث خراب شدن سیستم می شود و در هنگام اجرا Visual artifact را روی صفحه، نمایش می دهد. پس از اجرا ، برنامه نمی تواند بدون آسیب بیشتر به رایانه بسته شود ، که بدون در نظر گرفتن عملکرد شما متوقف می شود. هنگام راه اندازی مجدد کامپیوتر ، به جای bootsplash پیامی وجود دارد که می گوید: "کامپیوتر شما توسط MEMZ Trojan حذف شده است. اکنون از Nyan Cat لذت ببرید ... "، که با یک انیمیشن از  Nyan Cat کار خودش را ادامه میدهد .
- فوریه: Ransomware Locky با بیش از 60 مشتق در سراسر اروپا گسترش یافت و چندین میلیون کامپیوتر را آلوده کرد. در اوج شیوع ، فقط در آلمان بیش از پنج هزار کامپیوتر در ساعت آلوده شدند.  اگرچه باج افزار در آن زمان چیز جدیدی نبود ، اما امنیت سایبری ناکافی و همچنین نبود استاندارد در IT عامل بالا بودن تعداد آلودگی ها بود.  متأسفانه ، حتی آنتی ویروس و نرم افزار امنیت اینترنتی به روز قادر به محافظت از سیستم ها در برابر نسخه های اولیه Locky نبود.
- فوریه: Tiny Banker Trojan (Tinba) در سر تیتر خبر ها قرار میگیرد.  از زمان کشف آن ، مشخص شده است که بیش از دوازده موسسه بانکی عمده در ایالات متحده از جمله TD Bank ، Chase ، HSBC ، Wells Fargo ، PNC و Bank of America را آلوده کرده است.   Tiny Banker Trojan با استفاده از تزریق HTTP کامپیوتر کاربر را مجبور می کند باور کند که در وب سایت بانک است. این صفحه کلاهبرداری دقیقاً مانند یک صفحه واقعی به نظر می رسد و کار می کند. سپس کاربر اطلاعات خود را برای ورود به سیستم وارد می کند ، در این زمان Tinba می تواند بازگشت "اطلاعات ورود به سیستم" نادرست صفحه وب بانک را راه اندازی کرده و کاربر را به وب سایت واقعی هدایت کند. این کار برای فریب کاربر است که فکر کند اطلاعات اشتباهی را وارد کرده و به صورت عادی پیش می رود ، اگرچه اکنون Tinba اعتبارنامه ها را گرفته و آنها را برای میزبان خود ارسال کرده است.
- سپتامبر: Mirai با راه اندازی برخی از قدرتمندترین و مختل کننده ترین حملات DDoS که تاکنون با آلوده سازی اینترنت اشیا دیده می شود ، عناوین خبری ایجاد می کند. Mirai در پایان، در حمله DDoS در 20 سپتامبر 2016 به سایت Krebs on Security که به 620 گیگابایت در ثانیه می رسید مورد استفاده قرار گرفت. همچنین  Ars Technica  با حمله 1 Tbit / s به میزبان وب فرانسوی OVH گزارش شد . در 21 اکتبر 2016 چندین حمله عمده DDoS در سرویس های DNS ارائه دهنده خدمات DNS Dyn با استفاده از بدافزار Mirai نصب شده بر روی تعداد زیادی از دستگاه های اینترنت اشیا رخ داد که منجر به غیرقابل دسترسی بودن چندین وب سایت با مشخصات بالا مانند GitHub ، Twitter ، Reddit ، Netflix ، Airbnb شد. و خیلی های دیگر.  حمله مربوطه به Mirai botnet  در ابتدا توسط BackConnect Inc ، یک شرکت امنیتی گزارش شد.

### ۲۰۱۷
- مه: حمله باج افزار WannaCry در سطح جهانی گسترش می یابد. از سو استفاده هایی که در اواخر سال 2016 در جعبه ابزار هک NSA نشان داده شد و برای گسترش بدافزار استفاده شد، آشکار شد.  اندکی پس از انتشار خبر آلودگی به صورت آنلاین ، یک محقق امنیت سایبری انگلستان با همکاری دیگران "kill switch" پنهان شده در باج افزار را پیدا و فعال کرد و به طور موثری موج اولیه انتشار جهانی آن را متوقف کرد.  روز بعد ، محققان اعلام کردند که انواع جدیدی از بدافزار را بدون kill switch پیدا کرده اند.
- ژوئن: حمله Petya (بدافزار) به طور جهانی در سیستم های ویندوز تأثیر می گذارد. محققان در Symantec فاش کردند که این باج افزار از بهره EternalBlue استفاده می کند ، مشابه آنچه در حمله باج افزار WannaCry استفاده شده است .
- سپتامبر: Xafecopy Trojan به 47 کشور حمله می کند و فقط بر سیستم عامل های اندروید تأثیر می گذارد. آزمایشگاه کسپرسکی آن را به عنوان یک بدافزار از خانواده Ubsod شناسایی کرده و پول را از طریق سیستم های صورتحساب WAP با یک کلیک سرقت می کند.
- سپتامبر: انواع جدیدی از Trojan Access Remote (RAT) ، Kedi RAT ، در یک  Spear Phishing Campaign  توزیع می شود. این حمله کاربران سیتریکس را هدف قرار داد. Trojan قادر به فرار از اسکنرهای معمول سیستم بود. Kedi Trojan تمام خصوصیات مشترک Remote Access Trojan  را داشت و می توانست با اختیار خود و مرکز کنترل از طریق Gmail با استفاده از پروتکل های مشترک HTML ، HTTP ارتباط برقرار کند.

### ۲۰۱۸
- فوریه: Thanatos ، یک باج افزار ، اولین برنامه باج افزار است که پرداخت باج در Bitcoin Cash را می پذیرد.

### ۲۰۱۹
- نوامبر: تیتانیوم یک بدافزار پیشرفته درپشتی است که توسط PLATINUM APT ساخته شده است .

## همچنین ببینید
- کرم مفید
- تاریخچه ویروس های رایانه ای
- جدول زمانی تاریخچه هکرهای امنیتی رایانه
- جدول زمانی محاسبه 2029-2020